# ヨハン・ラング (死刑執行人)
ヨハン・ラング（Johann Lang、生年不詳 - 1938年）は、1930年代に活動したオーストリア・ウィーンの死刑執行人である。彼は死刑執行人の家系の生まれで、ヨーゼフ・ラングの甥に当たる。
この当時のオーストリア（第一共和国）は一度は死刑制度を廃止していたが、1933年11月11日に死刑が再導入されたことにより、彼が死刑執行人に就任した。彼はエンゲルベルト・ドルフース首相とクルト・シュシュニック首相の下で、ナチス（ドイツ国家社会主義労働者党）による犯罪の実行者20人の死刑を執行した。
そのため、彼はオーストリアにおける反ナチズムのシンボルとして扱われた。彼の家をナチスの襲撃から守るために警察は二十四時間態勢で警備していた。
オーストリアがナチスドイツに併合（アンシュルス）されると、彼は1938年にナチスによってダッハウ強制収容所に収監され同年中に死亡した。